# Excuses!
Excuses! és una pel·lícula catalana dirigida per Joel Joan l'any 2003.

## Argument
A la tornada d'un viatge a Nova York, en Cristian li comenta al seu millor amic, en Jesús, que ha arribat el moment de muntar l'agència de publicitat que sempre havien volgut tenir. Però a la dona d'en Jesús no li agrada la idea, i li prohibeix que faci societat amb el seu amic.

## Premis
2004 II Premis Barcelona de Cinema a la Millor Fotografia, per Josep M. Civit

## Repartiment
- Joel Joan: Christian
- Àgata Roca: Susana
- Jordi Sánchez: Jesús
- Brendan Price: Brendan
- Clara Segura: Begoña
- Josep Julien: Pep Antón
- Jordi Banacolocha: Sr. Franquesa
- Mar Colàs: Verónica
- José Luis Barón: Germà de Jesús